# Овсянниково (Мещовський район)
Овсянниково (рос. Овсянниково) — присілок в Мещовському районі Калузької області Російської Федерації.
Населення становить 42 особи. Входить до складу муніципального утворення Село Серпейськ.

## Історія
Від 2004 року входить до складу муніципального утворення Село Серпейськ.

## Населення
| 2002 | 2010 |
| ---- | ---- |
| 50   | ↘42  |